# Berthold Kempinski

Berthold Kempinski

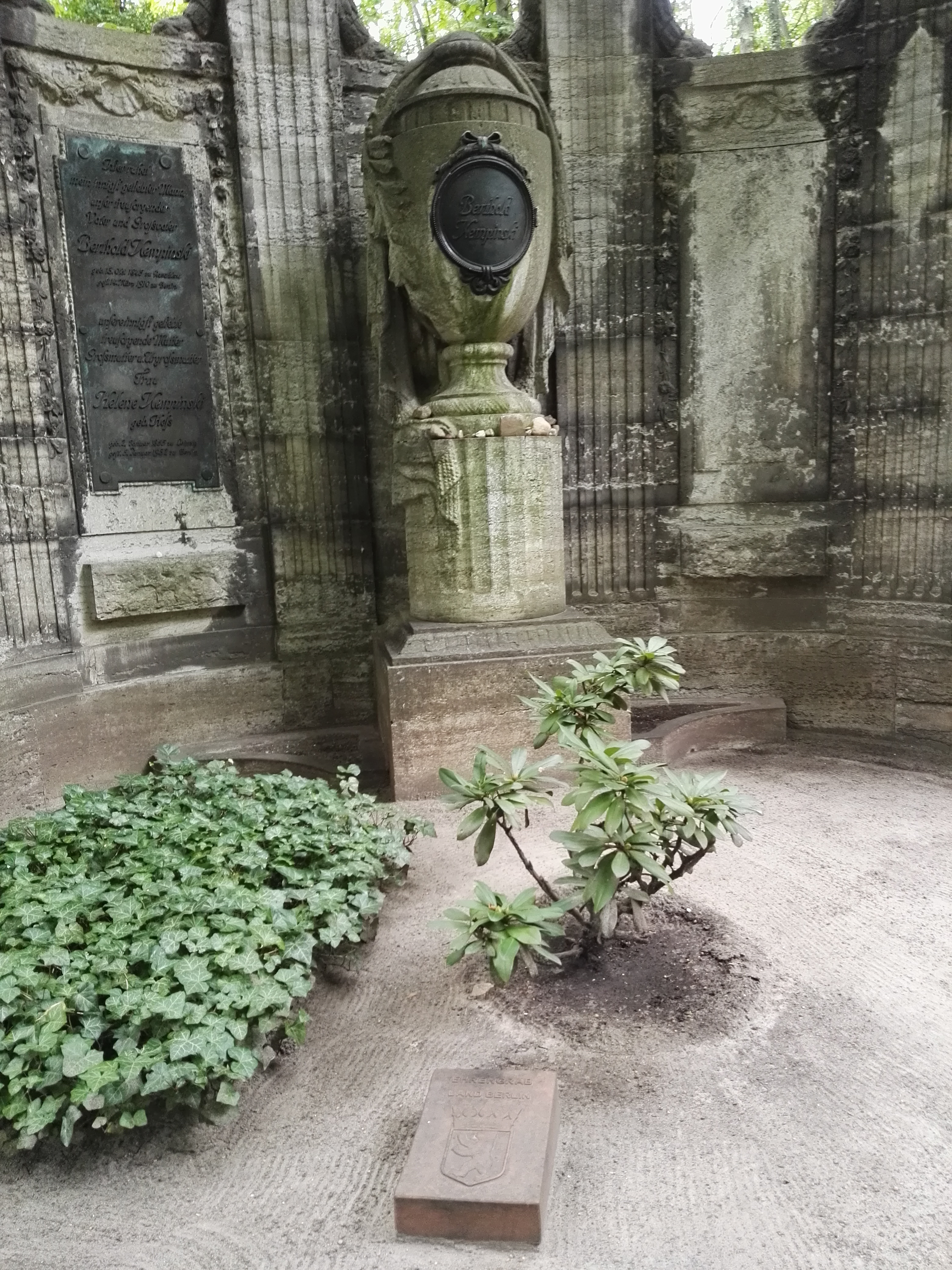
Grabstätte

Berthold Kempinski (* 10. Oktober 1843 in Raschkow (Raszków); † 14. März 1910 in Berlin) war ein deutscher Weinhändler und Gastronom. Er ist Namensgeber der weltweit vertretenen Hotelkette Kempinski.

## Leben
Kempinski entstammte einer assimilierten jüdischen Familie aus der polnischen Region Großpolen. Diese war im Zuge der Teilungen Polens ab 1795 der neu geschaffenen preußischen Provinz Südpreußen zugeschlagen worden, wodurch die ursprünglich polnischsprachige Familie Kempinskis einer Germanisierung ausgesetzt war, sich dadurch allerdings auch beruflich nach Westen umorientierte.
Nach dem Abitur am katholischen Gymnasium in Ostrowo trat Kempinski zunächst in die von seinem Bruder Moritz 1862 gegründete Weinhandlung in Breslau ein, die unter M. Kempinski & Co. firmierte.
1872 zog er mit seiner Frau Helena geborene Heß (1855–1932) nach Berlin. Dort ließ er mit Genehmigung seines Bruders unter derselben Firma eine eigene Weinhandlung ins Handelsregister eintragen. Das Ladenlokal mit angeschlossener Weinstube, das zum „Stammhaus“ wurde, befand sich im Eckhaus Friedrichstraße 178 / Taubenstraße. Schnell stellte sich der Erfolg ein, und der Name „Kempinski“ war weit über die Grenzen der Stadt hinaus bekannt. Man konnte expandieren und später auch das Unternehmen in Breslau übernehmen.
In dem viergeschossigen Haus Leipziger Straße 25 wurde im Juli 1889 ein Restaurant mit mehreren Sälen eröffnet, das seinerzeit das größte in Berlin war. Alle Schichten gingen hier ein und aus, weil Kempinski die Idee der „Sozialisierung des Luxus“ verfolgte. Es gab halbe Portionen zum halben Preis. An manchen Tagen zählte man bis zu 10.000 Gäste.
Die Erbtochter Frieda heiratete 1900 den Bankier Richard Unger (1866–1947). Sein Schwiegersohn trat in das Unternehmen ein und übernahm bald die Geschäfte, die weiterhin unter der Firma Kempinski liefen.
1910 starb Kempinski; lange bevor sein Unternehmen 1937 von den Nationalsozialisten „arisiert“ wurde. Sein Name wurde 1970 von der Hotelbetriebs AG übernommen, die seitdem als Kempinski Hotels firmiert und weltweit zahlreiche Luxushotels unterhält. Sein Ehrengrab befindet sich im Feld T2 auf dem Jüdischen Friedhof Berlin-Weißensee.